# 司教

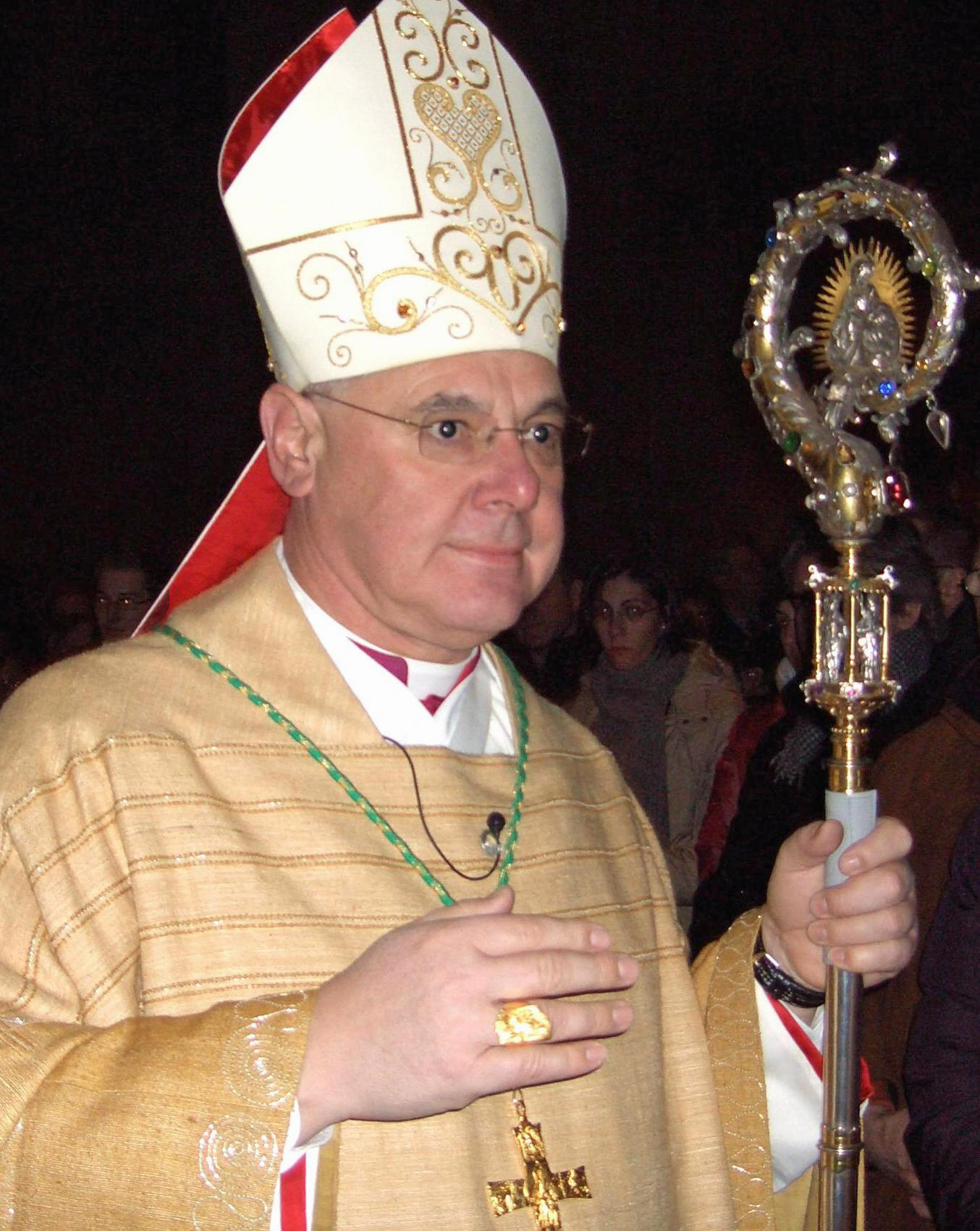
レーゲンスブルク司教ゲルハルト・ルートヴィヒ・ミュラー (現教理省長官、枢機卿)。ミトラ (司教冠)を被り、司教杖を左手に持っている。ミサなどの典礼の際の服装（2006年12月24日、レーゲンスブルク大聖堂のクリスマスミサにて撮影）。

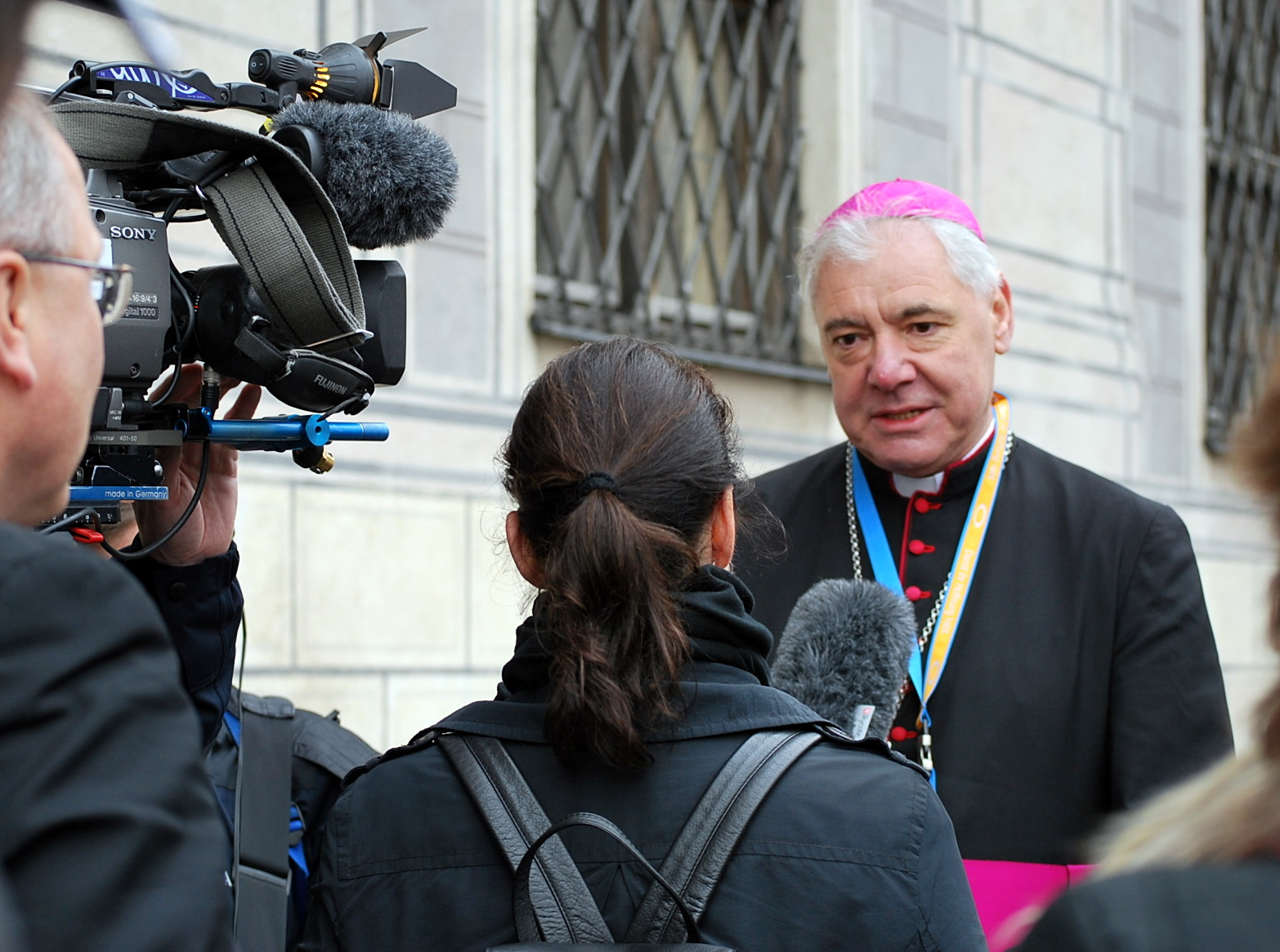
インタビューに応えるミュラー司教（上と同じ人物）。司教は典礼の時以外では、このようにキャソックのみを着用した姿となる。

ラテンカトリック司教の紋章の一つ

司教（しきょう、ラテン語: Episcopus, 英語: bishop）は、カトリック教会の位階の一つで、ある司教区（教区）を監督する聖務職のこと。
正教会や聖公会などではこれに相当するのは「主教」と呼び、福音主義（ルター派）教会やメソジストでは「監督」と呼ぶ。
なお、カトリック教会でも中国語・朝鮮語は訳語に「主教」を採用している（例：天主教台湾地区主教団）。

## 概要
カトリック教会では司教の印として、司教冠（ミトラ）、カロッタや司教杖（バクルス）を使用する伝統がある。司教が長を務める教会の聖堂を、カトリック教会では司教座聖堂（カテドラル, 英: Cathedral）と呼び、カテドラルにおいて司教が司式時に着席する椅子を司教座という。
イエス・キリストの復活、昇天後にあったとされる聖霊降臨により、現在の教会という組織の基礎が据えられた。この後の教会の中で、使徒（απόστολος）、監督（επίσκοπος）の役職が由来とされる。
カトリックの教会法において、司教は、「神の制定に基づき付与された聖霊によって使徒の座を継ぐ者であり、教理の教師、聖なる礼拝の司祭及び統治の奉仕者になるように教会の牧者として立てられる。」（第375条〈1〉）とされている。
教皇は、自由に司教を任命し、また適法に選出された者を認証する（第377条〈1〉）。司教に任命または認証されるためには、
1. 堅固な信仰、品行、信心、司牧に対する熱意、英知、賢明及び人間的諸徳に優れ、かつ当該職務上適当な才能を有する者。
2. 世評の高い者。
3. 35歳以上の者。
4. 司祭叙階後、少なくとも5年を経過している者。
5. 使徒座認可の高等教育機関において聖書学、神学若しくは教会法の博士号又は少なくとも教授資格を授与されている者、又はそれらに精通している者。

という条件を満たすことが必要である（第378条〈1〉）。
司教の特徴的な権限は助祭、司祭および司教の叙階を行うことである（第1012条）。
司教には、一定の教区の配慮をゆだねられている教区司教と、一定の教区の配慮をゆだねられていない名義司教などの分類が設けられている。（第376条）
教区司教には、教区の責任者である教区長（位階は大司教、あるいは司教）の他に、教区長の職務を補佐する補佐司教がおかれることがある（第403条〈1〉)。なお、協働司教も教区長の補佐役として立てられるが、教区の継承権を持たない補佐司教とは異なり、現教区長の引退後に教区を継承する権利を持つ（第403条〈3〉）。
教区長である司教には、司教総代理、司教区事務局という補助機関と、宣教司牧評議会、司教顧問会、司祭評議会という諮問機関がある。

## 日本の司教

### 現役の司教（叙任の順）
- 大塚喜直司教（1954年生、1997年京都司教）
- 梅村昌弘司教（1952年生、1999年横浜司教）
- 松浦悟郎司教（1952年生、1999年大阪補佐司教、2015年名古屋司教）
- 菊地功枢機卿（1958年生、神言修道会会員、2004年新潟司教、2017年東京大司教、2024年枢機卿親任）
- 前田万葉枢機卿（1949年生、2011年広島司教、2014年大阪大司教、2018年枢機卿親任、2023年大阪高松大司教）
- 勝谷太治司教（1955年生、2013年札幌司教）
- 白浜満司教（1962年生、サン・スルピス司祭会会員、2016年広島司教）
- ウェイン・フランシス・バーント司教（1954年生、カプチン・フランシスコ修道会会員、2018年那覇司教）
- ヨゼフ・アベイヤ司教（1949年生、クラレチアン宣教会会員、2018年大阪補佐司教、2020年福岡司教）
- 酒井俊弘司教（1960年生、オプス・デイ会員、2018年大阪補佐司教、2023年大阪高松補佐司教）
- 山野内倫昭司教（1955年生、サレジオ修道会会員、2018年さいたま司教）
- 中野裕明司教（1951年生、2018年鹿児島司教）
- 中村倫明大司教（1962年生、2019年長崎補佐司教、2022年長崎大司教）
- 成井大介司教（1973年生、神言修道会会員、2020年新潟司教）
- エドガル・ガクタン司教（1964年生、淳心会会員、2022年仙台司教）
- 森山信三司教（1959年生、2022年大分司教）
- アンドレア・レンボ司教（1974年生、ミラノ外国宣教会会員、2023年東京補佐司教）

### 引退した司教（退任の順）
- 谷大二名誉司教（1953年生、2000年浦和司教、2013年さいたま司教を辞任）
- 池長潤名誉大司教（1937年生、イエズス会会員、1996年大阪協働大司教、1997年大阪大司教、2014年大阪大司教を退任）
- 野村純一名誉司教（1937年生、1993年名古屋司教、2015年名古屋司教を退任）
- 押川壽夫名誉司教（1941年生、コンベンツァル・聖フランシスコ修道会会員、1997年那覇司教、2017年那覇司教を退任）
- 幸田和生名誉司教（1955年生、2004年東京補佐司教、2018年東京補佐司教を辞任）
- 郡山健次郎名誉司教（1942年生、2006年鹿児島司教、2018年鹿児島司教を退任）
- 宮原良治名誉司教（1955年生、2000年大分司教、2008年福岡司教、2019年福岡司教を辞任）
- 平賀徹夫名誉司教（1945年生、2006年仙台司教、2020年仙台司教を退任）
- 高見三明名誉大司教（1946年生、サン・スルピス司祭会会員、2002年長崎補佐司教、2003年長崎大司教、2022年長崎大司教を退任）
- 諏訪榮治郎名誉司教（1947年生、2011年高松司教、2022年高松司教を退任）